# Thúy Kiều
Thúy Kiều (Chữ Nho: 翠翹), thường gọi là nàng Kiều hay Kiều, là nhân vật chính trong tác phẩm Truyện Kiều của Nguyễn Du, lấy hình tượng từ cuộc đời Vương Thúy Kiều, một kỹ nữ thời nhà Minh của Trung Quốc.

## Tổng quan
Tác phẩm Truyện Kiều của Nguyễn Du gồm 3254 câu thơ lục bát miêu tả cuộc đời éo le của nàng Kiều và những tai ương mà Kiều gặp phải.

### Hoàn cảnh gia đình
Thuý Kiều sinh ra trong một gia đình "thường thường bậc trung" nhưng đó là gia đình gia giáo hạnh phúc. Kiều là chị cả, hai em là Thúy Vân và Vương Quan.
Đầu lòng hai ả tố nga
Thúy Kiều là chị, em là Thúy Vân
Mai cốt cách tuyết tinh thần 
Mỗi người một vẻ mười phân vẹn mười 

### Cuộc đời éo le
Do gia đình dính phải án oan sai, cha và Vương Quan bị bắt về nha môn. Kiều đã bán thân mình chuộc cha, nàng còn phải hy sinh luôn hạnh phúc đời mình, phải nhờ cậy đến em Thúy Vân thay mình chăm sóc cho Kim Trọng.

### Bị hành hạ về thể xác
Là một cô gái liễu yếu đào tơ nhưng phải chịu đánh đập. Tú Bà sau khi lừa được Thuý Kiều ở lầu Ngưng Bích đã đánh đập Thuý Kiều rất dã man. Sau đó Thuý Kiều lại phải chịu một trận đòn của Thúc ông "uốn lưng thịt đổ dập đầu máu sa" hay " Trúc côn ra sức đập vào/Thịt nào chẳng nát gan nào chẳng kinh.".

### Bị đày đoạ về tinh thần
Mối tình đầu vừa chớm nở, Kiều đang sống trong hạnh phúc vậy mà phải trao duyên cho em gái, buộc phải quên đi hạnh phúc mà mình đã nắm trong tầm tay. Từ một cô gái sống trong cảnh "êm đềm trướng rủ màn che", Kiều bỗng dưng trở thành hàng hoá để người ta xem xét, so đo, cò kè, ngã giá. 
Từ một cô gái trinh trắng, Kiều đã rơi vào lầu xanh, phải chịu cảnh "Cuộc say đầy tháng trận cười suốt đêm"
Khi là vợ Thúc Sinh, Kiều đã phải đàn hát thâu đêm để cho Thúc Sinh và Hoạn Thư uống rượu, thưởng đàn. Bị bán vào lầu xanh lần thứ hai, Kiều gặp Từ Hải. Từ Hải đã mang đến cho Kiều cuộc sống hạnh phúc và đưa Kiều lên vị trí xứng đáng nhưng rồi Kiều đã nhẹ dạ cả tin, khuyên Từ Hải ra hàng và khiến Từ Hải thua trận phải chết đứng.
Khi chồng vừa chết, Thuý Kiều phải đánh đàn hầu rượu Hồ Tôn Hiến rồi bị ép gả cho tên thổ quan và phải trầm mình xuống sông Tiền Đường tự vẫn.

## Phê phán
Nguyễn Công Trứ đã tặng Thúy Kiều hai câu thơ:
Bạc mệnh chẳng làm người tiết nghĩa,
Đoạn trường cho đáng kiếp tà dâm!
Ý nói khi bị số phận đưa đẩy đến lầu xanh hai lần, Thúy Kiều đã không chọn cái chết để bảo toàn tiết hạnh, vậy mà chịu những đau đớn, tủi nhục của kiếp sống kỹ nữ.
Nhà thơ Tản Đà bình luận về hành vi của Thúy Kiều sau khi gây ra cái chết cho Từ Hải:
Đôi hàng nước mắt, đôi làn sóng
Nửa đám ma chồng, nửa tiệc quan
Tổng đốc có thương người bạc phận,
Tiền Đường chưa chắc mả hồng nhan
Bài thơ có ý trách Thúy Kiều mới chôn cất Từ Hải tại bờ sông, sao lại có thể ngồi đánh đàn mua vui cho những kẻ giết chồng mình? Dù Hồ Tôn Hiến có nhỏ một giọt lệ xót thương, nhưng dòng nước của sông Tiền Đường cũng cảm thấy ghét mà không chấp nhận làm nơi chôn thân của một người đàn bà như vậy.